# 霄敖
霄敖（しょうごう、? - 紀元前758年頃、在位：紀元前763年頃 - 紀元前758年頃）は、中国春秋時代初期の楚の君主。姓は羋、氏は熊。諱は坎、または鹿。若敖の子。在位6年で死去し、子の熊眴が跡を継いで蚡冒となった。他の子に武王。